# (85466) Krastins
(85466) Krastins est un astéroïde de la ceinture principale.

## Description
(85466) Krastins est un astéroïde de la ceinture principale. Il fut découvert le 3 mai 1997 à La Silla par Eric Walter Elst. Il présente une orbite caractérisée par un demi-grand axe de 2,73 UA, une excentricité de 0,07 et une inclinaison de 4,4° par rapport à l'écliptique.

## Compléments